# یک مکان تاریک
یک مکان تاریک (به انگلیسی: A Dark Place) یک فیلم دلهره‌آور و جنایی انگلیسی-آمریکایی محصول سال ۲۰۱۹ به کارگردانی سیمون فلووز با بازی اندرو اسکات، بروناگ واگ و دنیس گاف است. 

## داستان
هنگامی که یک پسر بچه جوان در میان جنگل های دور افتاده شهر گم می‌شود، یک راننده کامیون در نقش کارآگاه ظاهر می‌شود و جستجوی وسواسی و پر مخاطره‌ای را برای پیدا کردن او شروع می‌کند…